# Cecchiniola platyscelidina
Cecchiniola platyscelidina é uma espécie de artrópode pertencente à família Chrysomelidae.